# Chrysopilus facetticus
Chrysopilus facetticus är en tvåvingeart som beskrevs av Paramonov 1962. Chrysopilus facetticus ingår i släktet Chrysopilus och familjen snäppflugor. Inga underarter finns listade i Catalogue of Life.